# Демиденко Сергій Володимирович
Сергі́й Володи́мирович Демиденко (10 грудня 1972, Чирчик, Ташкентська область, Узбецька РСР — 9 травня 2014, Маріуполь, Донецька область, Україна) — український військовослужбовець, полковник (посмертно) Збройних сил України, захисник Маріуполя.

## Життєпис
Мешкав у с. Гвардійське (нині Зарічне) на Дніпропетровщині.
З формуванням 20-го батальйону територіальної оборони «Дніпропетровськ» (в/ч В2231 ЗСУ) Сергій Демиденко був призначений заступником командира батальйону.
8 травня 2014 року рота 20-го батальйону тероборони прибула на підсилення у Маріуполь. Зранку наступного дня підполковник Демиденко виїхав до міського управління міліції, де на 3-му поверсі проводилась нарада начальника управління Валерія Андрущука з командирами силових підрозділів. У цей час почалась спроба штурму Маріупольського міського управління міліції озброєними бойовиками групи «Мангуста». Командири підрозділів викликали підкріплення, тим часом бойовики зайняли перший поверх. Підполковник Демиденко вибіг у коридор і почав відстрілюватись у відповідь з автомата Калашникова. Оборонці міськуправління забарикадували прохід на 3-й поверх. Демиденко разом із заступником начальника міліції Миколою Побойним та представником штабу ОК «Південь» Андрієм Дерміним зайняли позицію в приймальні, на трьох був один автомат. Демиденко виглянув у вікно і побачив двох озброєних чоловіків, і в цей момент був вбитий снайпером з протилежної будівлі.
Цього дня в бою з терористами загинули Богдан Шлемкевич (НГУ), Родіон Добродомов («Азов»), Олег Ейсмант (20 БТО), Михайло Єрмоленко (патрульна служба МВС) і Віктор Саєнко (начальник ДАІ).
Коли вибивали бойовиків з будівлі, зайнялася пожежа, українських офіцерів евакуювали, серед терористів були вбиті, поранені і затримані, управління згоріло. Тіло підполковника Демиденка сильно обгоріло, протягом місяця проводились експертизи з ідентифікації.
Церемонія прощання відбулася 12 червня біля будинку Дніпропетровської ОДА. Похований в селі Вільне Самарівського району.
Без Сергія залишилися дружина і троє дітей.

## Нагороди
15 липня 2014 року — за особисту мужність і героїзм, виявлені у захисті державного суверенітету та територіальної цілісності України, відзначений — нагороджений орденом Богдана Хмельницького III ступеня (посмертно).

## Вшанування пам'яті
8 травня 2015 року в Маріуполі на вул. Георгіївській відкрито меморіальну дошку на честь міліціонерів і військовослужбовців, які загинули під час захисту Маріупольського міськуправління міліції.